# 2005년 내셔널축구선수권대회
K2 축구선수권대회 2005는 대한민국 K2 축구선수권대회의 두 번째 시즌이다. 정식명칭은 생명과학기업 STC컵 2005 K2 축구선수권대회이다. 6월 22일 화천군 종합운동장에서 개막해 10일간 진행됐다. 12개 실업팀이 참가해 3팀씩 4개조로 나뉘어 조별리그를 거친 뒤 각 조 1위팀 간 토너먼트를 진행하여 최종 우승자를 결정했다.

## 참가 팀
| #  | 팀명                     | 참가 리그  | 비고 |
| -- | ------------------------ | ---------- | ---- |
| 1  | 고양 국민은행            | 내셔널리그 |      |
| 2  | 김포 할렐루야            | 내셔널리그 |      |
| 3  | 서산시민축구단           | 내셔널리그 |      |
| 4  | 대전 한국수력원자력      | 내셔널리그 |      |
| 5  | 강릉시청                 | 내셔널리그 |      |
| 6  | 경찰 축구단              | R리그      |      |
| 7  | 이천 상무                | 내셔널리그 |      |
| 8  | 수원시청                 | 내셔널리그 |      |
| 9  | 의정부 험멜              | 내셔널리그 |      |
| 10 | 인천 한국철도            | 내셔널리그 |      |
| 11 | 울산 현대미포조선 돌고래 | 내셔널리그 |      |
| 12 | 창원시청                 | 내셔널리그 |      |

## 조별 예선

### 1조
대전 수력원자력, 경찰청, 서산 시민구단

### 2조
인천 한국철도,김포 할렐루야, 수원시청

### 3조
이천 상무, 의정부 험멜, 강릉시청

### 4조
고양 국민은행, 울산 현대미포조선, 창원시청

## 결승전
| 우승                  |
| --------------------- |
| 수원시청 첫 번째 우승 |

## 같이 보기
- 내셔널축구선수권대회
- 내셔널리그